# Liste der Orte im Hohenlohekreis
Die Liste der Orte im Hohenlohekreis listet die rund 330 geographisch getrennten Orte (Ortsteile, Stadtteile, Dörfer, Weiler, Wohnplätze, Höfe, (Einzel-)Häuser) im Hohenlohekreis auf.
Seit dem Abschluss der baden-württembergischen Kreisreform von 1973 umfasst der Hohenlohekreis 16 Kommunen, darunter 8 Städte (Forchtenberg, Ingelfingen, Krautheim, Künzelsau, Neuenstein, Niedernhall, Öhringen, Waldenburg) und 8 Gemeinden (Bretzfeld, Dörzbach, Kupferzell, Mulfingen, Pfedelbach, Schöntal, Weißbach, Zweiflingen).
Künzelsau ist die Kreisstadt, daneben gibt es mit Öhringen eine Große Kreisstadt. Es gibt drei Gemeindeverwaltungsverbände (GVV Hohenloher Ebene, GVV Krautheim und GVV Mittleres Kochertal) sowie zwei Vereinbarte Verwaltungsgemeinschaften (VVG Künzelsau und VVG Öhringen).
Unter den Kommunen hat Öhringen die meisten Einwohner, Zweiflingen die wenigsten, Öhringen mit 377 Einwohnern je km² die größte Einwohnerdichte, Mulfingen mit 45 Einwohnern je km² die geringste, Schöntal hat die größte Gemarkungsfläche und Weißbach die kleinste.
Grundlage für diese Liste sind die in der Literaturquelle von Kohlhammer (1980) Das Land Baden-Württemberg – Amtliche Beschreibung nach Kreisen und Gemeinden – Band IV: Regierungsbezirk Stuttgart, Regionalverbände Franken und Ostwürttemberg genannten Orte. Zusätzlich bestehende Orte, die in der grundlegenden Literaturquelle nicht genannt wurden, werden üblicherweise nach der Quelle www.leo-bw.de mit zusätzlichen Einzelnachweisen erfasst.

## Systematische Liste
Alphabet der Städte und Gemeinden mit den zugehörigen Orten.

### Bretzfeld
Bretzfeld (64,69 km²; 12,516 Einwohner; 194 EW je km²) mit den Gemeindeteilen Adolzfurt, Bitzfeld, Bretzfeld, Dimbach, Geddelsbach, Rappach, Scheppach, Schwabbach, Siebeneich, Unterheimbach und Waldbach.
- Zu Adolzfurt das Dorf Adolzfurt (⊙), die Weiler Hälden (⊙) (auch zu Geddelsbach), Hahnenbusch (⊙) und Hohenacker (⊙) (auch zu Scheppach) und der Wohnplatz Wiesental(⊙).
- Zu Bitzfeld das Dorf Bitzfeld (⊙) und der Weiler Weißlensburg (⊙).
- Zu Bretzfeld das Dorf Bretzfeld (⊙) und der Weiler Brettach (⊙).
- Zu Dimbach das Dorf Dimbach (⊙).
- Zu Geddelsbach das Dorf Geddelsbach (⊙) und der Weiler Hälden (⊙) (auch zu Adolzfurt).
- Zu Rappach das Dorf Rappach (⊙).
- Zu Scheppach das Dorf Scheppach (⊙) und der Weiler Hohenacker (⊙) (auch zu Adolzfurt).
- Zu Schwabbach das Dorf Schwabbach (⊙).
- Zu Siebeneich das Dorf Siebeneich (⊙).
- Zu Unterheimbach das Dorf Unterheimbach (⊙) und der Weiler Herrenhölzle (⊙).
- Zu Waldbach das Dorf Waldbach (⊙).

### Dörzbach
Dörzbach (32,36 km²; 2.562 Einwohner; 79 EW je km²) mit den Gemeindeteilen Dörzbach, Hohebach, Laibach und Meßbach.
- Zu Dörzbach das Dorf Dörzbach (⊙) und die Wohnplätze Birkenhöfe (⊙) und St. Wendel zum Stein (⊙).
- Zu Hohebach das Dorf Hohebach (⊙) und die Weiler Eisenhutsrot (⊙), Heßlachshof (⊙) und Wendischenhof (⊙).
- Zu Laibach das Dorf Laibach (⊙).
- Zu Meßbach das Dorf Meßbach (⊙).

### Forchtenberg
Forchtenberg (38,07 km²; 5.310 Einwohner; 139 EW je km²) mit den Stadtteilen Ernsbach, Forchtenberg, Muthof, Sindringen und Wohlmuthausen.
- Zu Ernsbach das Dorf Ernsbach (⊙) und der Wohnplatz Waldberg (⊙).
- Zu Forchtenberg die Stadt Forchtenberg (⊙), das Gehöft Rauhbusch-Hof (⊙) und der Wohnplatz Neu-Wülfingen (⊙).
- Zu Muthof das Dorf Muthof (⊙) und die Weiler Büschelhof (⊙) und Schleierhof (⊙).
- Zu Sindringen die Stadt Sindringen (⊙), die Höfe Holzweiler Hof (⊙), Neuzweiflingen oder Trautenhof (⊙) und die Wohnplätze Schießhof (⊙) und Ziegelhütte (⊙).
- Zu Wohlmuthausen das Dorf Wohlmuthausen (⊙), die Weiler Hohensall (⊙), Metzdorf (⊙), Orbachshof (⊙) und Schwarzenweiler (⊙) und das Gehöft Haberhof (⊙).

### Ingelfingen
Ingelfingen (46,48 km²; 5.469 Einwohner; 118 EW je km²) mit den Stadtteilen Criesbach, Diebach, Dörrenzimmern, Eberstal, Hermuthausen, Ingelfingen und Weldingsfelden.
- Zu Criesbach das Dorf Criesbach (⊙).
- Zu Diebach das Dorf Diebach (⊙).
- Zu Dörrenzimmern das Dorf Dörrenzimmern (⊙), der Weiler Stachenhausen (⊙) und der Wohnplatz Hochholzhöfe[2] (⊙).
- Zu Eberstal das Dorf Eberstal (⊙).
- Zu Hermuthausen das Dorf Hermuthausen (⊙).
- Zu Ingelfingen die Stadt Ingelfingen (⊙), die Weiler Bobachshof (⊙), Bühlhof (⊙), Kocherstein (⊙), Lipfersberg (⊙) und Scheurachshof (⊙) und das Gehöft Jägerhaus (⊙).
- Zu Weldingsfelden das Dorf Weldingsfelden (⊙) und der Weiler Eschenhof (⊙).

### Krautheim
Krautheim (52,91 km²; 4.626 Einwohner; 87 EW je km²) mit den Stadtteilen Altkrautheim, Gommersdorf, Horrenbach, Klepsau, Krautheim, Neunstetten, Oberginsbach, Oberndorf und Unterginsbach.
- Zu Altkrautheim das Dorf Altkrautheim (⊙).
- Zu Gommersdorf das Dorf Gommersdorf (⊙).
- Zu Horrenbach das Dorf Horrenbach (⊙).
- Zu Klepsau das Dorf Klepsau (⊙).
- Zu Krautheim die Stadt Krautheim (⊙).
- Zu Neunstetten das Dorf Neunstetten (⊙) und die Wohnplätze Ölmühle (⊙) und Untere Mühle  (⊙).
- Zu Oberginsbach das Dorf Oberginsbach (⊙).
- Zu Oberndorf das Dorf Oberndorf (⊙) und die Wohnplätze Knock (Kapellenberg) (⊙) und Stockbrunnenwiesen (⊙).
- Zu Unterginsbach das Dorf Unterginsbach (⊙).

### Künzelsau
Künzelsau (75,17 km²; 16,282 Einwohner; 217 EW je km²) mit den Stadtteilen Amrichshausen, Belsenberg, Gaisbach, Garnberg, Kocherstetten, Künzelsau, Laßbach, Morsbach, Nagelsberg, Nitzenhausen und Steinbach.
- Zu Amrichshausen das Dorf Amrichshausen (⊙).
- Zu Belsenberg das Dorf Belsenberg (⊙) und die Gemeindeteile Rodachshof (⊙) und Siegelhof (⊙).
- Zu Gaisbach das Dorf Gaisbach (⊙), die Weiler Etzlinsweiler (⊙), Haag (⊙), Kemmeten (⊙), Oberhof (⊙), Unterhof (⊙) und Weckhof (⊙) und das Gehöft Schnaihof (⊙).
- Zu Garnberg das Dorf Garnberg (⊙).
- Zu Kocherstetten das Dorf Kocherstetten (⊙), der Weiler Schloß Stetten (⊙) und die Gehöfte Bienenhof (⊙) und Buchenmühle (⊙).
- Zu Künzelsau die Stadt Künzelsau (⊙) und die Wohnplätze Taläcker (⊙), Gaisbacher Rank (⊙) und Hofratsmühle (⊙).
- Zu Laßbach die Dörfer Laßbach (⊙), Mäusdorf (⊙) und Vogelsberg (⊙) und die Höfe Falkenhof (⊙), Kügelhof (⊙) und Rappoldsweiler Hof (⊙).
- Zu Morsbach das Dorf Morsbach (⊙).
- Zu Nagelsberg das Dorf Nagelsberg (⊙).
- Zu Nitzenhausen das Dorf Nitzenhausen (⊙) und die Weiler Berndshausen (⊙) und Sonnhofen (⊙).
- Zu Steinbach das Dorf Steinbach (⊙) und die Weiler Büttelbronn (⊙), Ohrenbach (⊙) und Wolfsölden (⊙).[4]

### Kupferzell
Kupferzell (54,28 km²; 6.575 Einwohner; 121 EW je km²) mit den Gemeindeteilen Eschental, Feßbach, Goggenbach, Kupferzell, Mangoldsall und Westernach.
- Zu Eschental das Dorf Eschental (⊙) und der Weiler Einweiler (⊙).
- Zu Feßbach das Dorf Feßbach (⊙), die Weiler Kubach (⊙), Künsbach (⊙) und Rüblingen (⊙) und der Wohnplatz Bühlingsweiler[5] (⊙).
- Zu Goggenbach das Dorf Goggenbach (⊙).
- Zu Kupferzell das Dorf Kupferzell (⊙), die Weiler Rechbach (⊙) und Ulrichsberg (⊙) und das Gehöft Schafhof (⊙).
- Zu Mangoldsall das Dorf Mangoldsall (⊙) und der Weiler Füßbach (⊙).
- Zu Westernach das Dorf Westernach (⊙), die Weiler Bauersbach (⊙), Beltersrot (⊙), Belzhag (⊙), Hesselbronn (⊙) und Löcherholz (⊙) und die Wohnplätze Neu-Kupfer (⊙) und Stegmühle (⊙).

### Mulfingen
Mulfingen (80,08 km²; 3.619 Einwohner; 45 EW je km²) mit den Gemeindeteilen Ailringen, Buchenbach, Eberbach, Hollenbach, Jagstberg, Mulfingen, Simprechtshausen und Zaisenhausen.
- Zu Ailringen das Dorf Ailringen (⊙).
- Zu Buchenbach das Dorf Buchenbach (⊙), die Weiler Berndshofen (⊙), Bodenhof (⊙), Heimhausen (⊙) und Oberer Railhof (⊙).
- Zu Eberbach das Dorf Eberbach (⊙).
- Zu Hollenbach das Dorf Hollenbach (⊙) und die Wohnplätze Albertshöfe[6] (⊙) und Azenweiler[7] (⊙).
- Zu Jagstberg das Dorf Jagstberg (⊙) und die Weiler Hohenrot (⊙), Seidelklingen (⊙) und Unterer Railhof (⊙).
- Zu Mulfingen das Dorf Mulfingen (⊙), der Weiler Ochsental (⊙) und die Wohnplätze Bachmühle (⊙) und Badhaus (⊙).
- Zu Simprechtshausen das Dorf Simprechtshausen (⊙).
- Zu Zaisenhausen das Dorf Zaisenhausen (⊙) und der Weiler Staigerbach (⊙).

### Neuenstein
Neuenstein (47,84 km²; 6.621 Einwohner; 138 EW je km²) mit den Stadtteilen Eschelbach, Grünbühl, Kesselfeld, Kirchensall, Kleinhirschbach, Neuenstein, Neureut und Obersöllbach.
- Zu Eschelbach das Dorf Eschelbach (⊙) und das Gehöft Eichberg (⊙).
- Zu Grünbühl das Dorf Grünbühl (⊙), die Weiler Kesselhof (⊙), Lohe (⊙), Obereppach (⊙), Tannen (⊙), Untereppach (⊙), Waldsall (⊙) und Wüchern (⊙) und der Wohnplatz Hohebuch (⊙).
- Zu Kesselfeld das Dorf Kesselfeld (⊙), die Weiler Hohrain (⊙) und Pfaffenweiler (⊙) und der Wohnplatz Rebbigshof (⊙) (teilweise, auch zu Waldenburg).
- Zu Kirchensall das Dorf Kirchensall (⊙) und die Weiler Göltenhof (⊙), Langensall (⊙), Mainhardtsall (⊙) und Tiergarten (⊙).
- Zu Kleinhirschbach das Dorf Kleinhirschbach (⊙) und die Weiler Döttenweiler (⊙), Emmertshof (⊙), Großhirschbach (⊙), Löschenhirschbach (⊙), Steinsfürtle (⊙) und Stolzeneck (⊙).
- Zu Neuenstein die Stadt Neuenstein (⊙), die Weiler Eichhof (⊙) und Klumpenhof (⊙) und das Gehöft Bernhardsmühle (⊙).
- Zu Neureut das Dorf Neureut (⊙), der Weiler Neufels (⊙) und der Wohnplatz Mühle (⊙).
- Zu Obersöllbach das Dorf Obersöllbach (⊙).[8]

### Niedernhall
Niedernhall (17,71 km²; 4.243 Einwohner; 240 EW je km²)
mit der Stadt Niedernhall (⊙), den Weilern Giebelhöfe (⊙) und Hermersberg (⊙), dem Gehöft Sattelhof (⊙) und dem Wohnplatz Waldzimmern (⊙).

### Öhringen
Öhringen (67,79 km²; 25,582 Einwohner; 377 EW je km²) mit den Stadtteilen Baumerlenbach, Büttelbronn, Cappel, Eckartsweiler, Michelbach am Wald, Möglingen, Öhringen, Ohrnberg, Schwöllbronn und Verrenberg.
- Zu Baumerlenbach das Dorf Baumerlenbach (⊙) und die Höfe Lindich (⊙) und Zuckmantel (⊙).
- Zu Büttelbronn das Dorf Büttelbronn (⊙), die Weiler Obermaßholderbach (⊙) und Untermaßholderbach (⊙) und die Wohnplätze Buschfeld (⊙), Platzfeld (⊙) und Weidenhof (⊙).
- Zu Cappel das Dorf Cappel (⊙) und der Weiler Hornberg (⊙).
- Zu Eckartsweiler das Dorf Eckartsweiler (⊙) und die Weiler Platzhof (⊙), Untersöllbach (⊙) und Weinsbach (⊙).
- Zu Michelbach am Wald das Dorf Michelbach am Wald (⊙) und der Wohnplatz Rohrklinge (⊙) sowie die abgegangene Burg Gabelberg (⊙).
- Zu Möglingen das Dorf Möglingen (⊙), der Weiler Waldhöfe (⊙), das Gehöft Erlenhof (⊙) und die Wüstung Rückertshausen (⊙).
- Zu Öhringen die Stadt Öhringen (⊙), der Weiler Möhrig (⊙), das Gehöft Sonnenburg (⊙) und die Wohnplätze Meisterhaus,[9] Pfaffenmühle (⊙)[10] und Weidenmühle (⊙).
- Zu Ohrnberg das Dorf Ohrnberg (⊙), die Höfe Buchhof (⊙), Heuholzhöfe (⊙) und Ruckhardtshausen (⊙) und die Wohnplätze Lohhöfe[11] (⊙) und Neuenberg (⊙).
- Zu Schwöllbronn die Dörfer Schwöllbronn (⊙) und Unterohrn (⊙) sowie die Wüstung Stackenhofen (⊙).
- Zu Verrenberg das Dorf Verrenberg (⊙).[12]

### Pfedelbach
Pfedelbach (41,30 km²; 9.471 Einwohner; 229 EW je km²) mit den Gemeindeteilen Harsberg, Oberohrn, Pfedelbach, Untersteinbach und Windischenbach.
- Zu Harsberg das Dorf Harsberg, (⊙), die Weiler Altrenzen (⊙), Baierbach (⊙), Beingasse (⊙), Heuholz (⊙), Oberhöfen (⊙), Renzen (⊙) und Unterhöfen (⊙) und die Höfe Braunenberg (⊙), Eichhornshof (⊙), Gänsberg (⊙), Hasenberg (⊙), Herbenberg (⊙), Rohrmühle (⊙), Schmidsberg oder eher Schmidshof[13] (⊙) und Strohberg (⊙).
- Zu Oberohrn das Dorf Oberohrn (⊙), die Höfe Lerchen oder aktuell eher Lerchenhof[14] (⊙) und Stegmühle (⊙) und der Wohnplatz Tannhof (⊙).
- Zu Pfedelbach das Dorf Pfedelbach (⊙), die Weiler Buchhorn (⊙), Griet (⊙), Heuberg (⊙), Hinterespig (⊙), Obergleichen (⊙), Untergleichen (⊙) und Vorderespig (⊙) und das Gehöft Charlottenberg (⊙).
- Zu Untersteinbach das Dorf Untersteinbach (⊙), die Weiler Bühl (⊙), Floßholz (⊙), Heimathof oder früher Heimaten[15] (⊙), Mittelsteinbach (⊙), Ohnholz (⊙) und Schuppach (⊙) und die Höfe Kohlhof (⊙) und Simonsberg(⊙).
- Zu Windischenbach das Dorf Windischenbach (⊙), der Weiler Stöckig (⊙) und die Höfe Burghof (⊙), Klingenhof (⊙), Lindelberg (⊙) und Weißlensberg (⊙) und der Wohnplatz Goldberghöfe (⊙).

### Schöntal
Schöntal (81,65 km²; 5.601 Einwohner; 69 EW je km²) mit den Gemeindeteilen Aschhausen, Berlichingen, Bieringen, Marlach, Oberkessach, Schöntal, Sindeldorf, Westernhausen und Winzenhofen.
- Zu Aschhausen das Dorf Aschhausen (⊙).
- Zu Berlichingen das Dorf Berlichingen (⊙), der Hof Neuhof (⊙) und das Haus Ziegelhütte (⊙); abgegangen: der Hof Erlahe und Hiupenhusen.
- Zu Bieringen das Dorf Bieringen (⊙) und der Weiler Weltersberg (⊙).
- Zu Marlach das Dorf Marlach (⊙), die Weiler Altdorf (⊙) und Sershof (⊙) und das Gehöft Unterer Sershof (⊙).
- Zu Oberkessach das Dorf Oberkessach (⊙) und die Weiler Hopfengarten (⊙) und Weigental (⊙).
- Zu Schöntal das Kloster Schöntal (⊙), die Weiler Rossach (⊙) und Spitzenhof (⊙), der Ort Eichelshof (⊙), das Gehöft Halsberg (⊙) und der Wohnplatz Kreuzberg (⊙).
- Zu Sindeldorf das Dorf Sindeldorf (⊙).
- Zu Westernhausen das Dorf Westernhausen (⊙) und der Ortsteil Hohe Straße[16] (⊙).
- Zu Winzenhofen das Dorf Winzenhofen (⊙) und das Gehöft Heßlingshof (⊙).

### Waldenburg
Waldenburg (31,55 km²; 2.966 Einwohner; 94 EW je km²) mit den Stadtteilen Obersteinbach und Waldenburg.
- Zu Obersteinbach das Dorf Obersteinbach (⊙), der Weiler Sailach (⊙) und der Wohnplatz Hinterziegelhalden (⊙).
- Zu Waldenburg die Stadt Waldenburg (⊙), die Weiler Goldbach (⊙), Großlindig (⊙), Hohenau (⊙), Kleinlindig (⊙), Obermühle (⊙), Tommelhardt (⊙), Untermühle (⊙) und Ziegelhütte (⊙), die herzogliche Domäne Hohebuch (⊙), die Höfe Laurach (⊙) und Rebbigshof (⊙) (teilweise, auch zu Neuenstein) und die Wohnplätze Bahnhof Waldenburg (⊙), Buchhaus (⊙), Fischhaus (⊙), Kelterrain (⊙), Neumühle (⊙) und Streithof (⊙). Abgegangen: Fasanenmühle[8] (⊙).

### Weißbach
Weißbach (12,77 km²; 2.063 Einwohner; 162 EW je km²) mit den Gemeindeteilen Crispenhofen und Weißbach.
- Zu Crispenhofen das Dorf Crispenhofen (⊙) und der Weiler Halberg (⊙).
- Zu Weißbach das Dorf Weißbach (⊙), der Weiler Guthof (⊙) und der Wohnplatz Schloß (⊙).

### Zweiflingen
Zweiflingen (32,10 km²; 1.829 Einwohner; 57 EW je km²) mit den Ortsteilen Orendelsall, Westernbach und Zweiflingen.
- Zu Orendelsall das Dorf Orendelsall (⊙).
- Zu Westernbach das Dorf Westernbach (⊙).
- Zu Zweiflingen die Dörfer Zweiflingen (⊙), Eichach (⊙), Friedrichsruhe (⊙), Pfahlbach (⊙) und Tiefensall (⊙) und die Wohnplätze Heiligenhaus (⊙) und Schönau[17] (⊙).

## Alphabetische Liste
In Fettschrift erscheinen die Orte, die namengebend für die Gemeinde sind, in Kursivschrift Einzelhäuser, Häusergruppen, Burgen, Schlösser und Höfe. Zusätzliche bestehende kleine Orte nach der Quelle www.leo-bw.de werden dort in aller Regel nicht wie in der Listengrundlage nach Weiler/Siedlung/Wohnplatz usw. differenziert, sondern einheitlich als Wohnplatz klassifiziert, dieser Ortsteiltyp wird hier entsprechend kursiviert übernommen.
| - Adolzfurt zu Bretzfeld - Ailringen zu Mulfingen - Albertshöfe zu Mulfingen - Altdorf zu Schöntal - Altkrautheim zu Krautheim - Altrenzen zu Pfedelbach - Amrichshausen zu Künzelsau - Aschhausen zu Schöntal - Azenweiler zu Mulfingen - Bachmühle zu Mulfingen - Badhaus zu Mulfingen - Neu-Kupfer zu Kupferzell - Bahnhof Waldenburg zu Waldenburg - Baierbach zu Pfedelbach - Bauersbach zu Kupferzell - Baumerlenbach zu Öhringen - Beingasse zu Pfedelbach - Belsenberg zu Künzelsau - Beltersrot zu Kupferzell - Belzhag zu Kupferzell - Berlichingen zu Schöntal - Berndshausen zu Künzelsau - Berndshofen zu Mulfingen - Bernhardsmühle zu Neuenstein - Bienenhof zu Künzelsau - Bieringen zu Schöntal - Birkenhöfe zu Dörzbach - Bitzfeld zu Bretzfeld - Bobachshof zu Ingelfingen - Bodenhof zu Mulfingen - Braunenberg zu Pfedelbach - Brettach zu Bretzfeld - Bretzfeld - Buchenbach zu Mulfingen - Buchenmühle zu Künzelsau - Buchhaus zu Waldenburg - Buchhof zu Öhringen - Buchhorn zu Pfedelbach - Bühl zu Pfedelbach - Bühlhof zu Ingelfingen - Burghof zu Pfedelbach - Bühlingsweiler zu Kupferzell - Büschelhof zu Forchtenberg - Buschfeld zu Öhringen - Büttelbronn zu Künzelsau - Büttelbronn zu Öhringen - Cappel zu Öhringen - Charlottenberg zu Pfedelbach - Criesbach zu Ingelfingen - Crispenhofen zu Weißbach - Diebach zu Ingelfingen - Dimbach zu Bretzfeld - Dörrenzimmern zu Ingelfingen - Dörzbach - Döttenweiler zu Neuenstein - Eberbach zu Mulfingen - Eberstal zu Ingelfingen - Eckartsweiler zu Öhringen - Eichach zu Zweiflingen - Eichberg zu Neuenstein - Eichelshof zu Schöntal - Eichhof zu Neuenstein - Eichhornshof zu Pfedelbach - Einweiler zu Kupferzell - Eisenhutsrot zu Dörzbach - Emmertshof zu Neuenstein - Erlahe (Wüstung) zu Schöntal - Erlenhof zu Öhringen - Ernsbach zu Forchtenberg - Eschelbach zu Neuenstein - Eschenhof zu Ingelfingen - Eschental zu Kupferzell - Etzlinsweiler zu Künzelsau - Falkenhof zu Künzelsau - Fasanenmühle (Wüstung) zu Waldenburg - Feßbach zu Kupferzell - Fischhaus zu Waldenburg - Floßholz zu Pfedelbach - Forchtenberg - Friedrichsruhe zu Zweiflingen - Füßbach zu Kupferzell - Gabelberg (abgegangene Burg) zu Öhringen - Gaisbach zu Künzelsau - Gaisbacher Rank zu Künzelsau - Gänsberg zu Pfedelbach - Garnberg zu Künzelsau - Geddelsbach zu Bretzfeld - Giebelhöfe zu Niedernhall - Goggenbach zu Kupferzell - Goldbach zu Waldenburg - Goldberghöfe zu Pfedelbach - Göltenhof zu Neuenstein - Gommersdorf zu Krautheim - Griet zu Pfedelbach - Großhirschbach zu Neuenstein - Großlindig zu Waldenburg - Grünbühl zu Neuenstein - Guthof zu Weißbach - Haag zu Künzelsau - Haberhof zu Forchtenberg - Hahnenbusch zu Bretzfeld - Halberg zu Weißbach - Hälden zu Bretzfeld - Halsberg zu Schöntal - Harsberg zu Pfedelbach - Hasenberg zu Pfedelbach - Heiligenhaus zu Zweiflingen - Heimathof, früher Heimaten zu Pfedelbach - Heimhausen zu Mulfingen - Herbenberg zu Pfedelbach - Hermersberg zu Niedernhall - Hermuthausen zu Ingelfingen - Herrenhölzle zu Bretzfeld - Hesselbronn zu Kupferzell - Heßlachshof zu Dörzbach - Heßlingshof zu Schöntal - Heuberg zu Pfedelbach - Heuholz zu Pfedelbach - Heuholzhöfe zu Öhringen - Hinterespig zu Pfedelbach - Hinterziegelhalden zu Waldenburg - Hiupenhusen (Wüstung) zu Schöntal - Hochholzhöfe zu Ingelfingen - Hofratsmühle zu Künzelsau - Hohebach zu Dörzbach - Hohebuch zu Neuenstein - Hohebuch zu Waldenburg - Hohenacker zu Bretzfeld - Hohenau zu Waldenburg - Hohenrot zu Mulfingen - Hohensall zu Forchtenberg - Hohe Straße (Schöntal) zu Schöntal - Hohrain zu Neuenstein - Hollenbach zu Mulfingen - Holzweiler Hof zu Forchtenberg - Hopfengarten zu Schöntal - Hornberg zu Öhringen - Horrenbach zu Krautheim - Ingelfingen - Jägerhaus zu Ingelfingen - Jagstberg zu Mulfingen - Kelterrain zu Waldenburg - Kemmeten zu Künzelsau - Kesselfeld zu Neuenstein - Kesselhof zu Neuenstein - Kirchensall zu Neuenstein - Kleinhirschbach zu Neuenstein - Kleinlindig zu Waldenburg - Klepsau zu Krautheim - Klingenhof zu Pfedelbach - Kloster Schöntal zu Schöntal - Klumpenhof zu Neuenstein - Knock (Krautheim) oder Kapellenberg zu Krautheim - Kocherstein zu Ingelfingen - Kocherstetten zu Künzelsau - Kohlhof zu Pfedelbach - Krautheim - Kreuzberg zu Schöntal - Kubach zu Kupferzell - Kügelhof zu Künzelsau - Künsbach zu Kupferzell - Künzelsau - Kupferzell - Laibach zu Dörzbach - Langensall zu Neuenstein - Laßbach zu Künzelsau - Laurach zu Waldenburg - Lerchhof, früher Lerchen zu Pfedelbach - Lindelberg zu Pfedelbach - Lindich zu Öhringen - Lipfersberg zu Ingelfingen - Löcherholz zu Kupferzell - Lohe zu Neuenstein - Lohhöfe zu Öhringen - Löschenhirschbach zu Neuenstein | - Mainhardtsall zu Neuenstein - Mangoldsall zu Kupferzell - Marlach zu Schöntal - Mäusdorf zu Künzelsau - Meisterhaus zu Öhringen - Meßbach zu Dörzbach - Metzdorf zu Forchtenberg - Michelbach am Wald zu Öhringen - Mittelsteinbach zu Pfedelbach - Möglingen zu Öhringen - Möhrig zu Öhringen - Morsbach zu Künzelsau - Mühle zu Neuenstein - Mulfingen - Muthof zu Forchtenberg - Nagelsberg zu Künzelsau - Neuenberg zu Öhringen - Neuenstein - Neufels zu Neuenstein - Neuhof zu Schöntal - Neumühle zu Waldenburg - Neunstetten zu Krautheim - Neureut zu Neuenstein - Neu-Wülfingen zu Forchtenberg - Neuzweiflingen oder auch Trautenhof zu Forchtenberg - Niedernhall - Nitzenhausen zu Künzelsau - Obereppach zu Neuenstein - Oberer Railhof zu Mulfingen - Oberginsbach zu Krautheim - Obergleichen zu Pfedelbach - Oberhof zu Künzelsau - Oberhöfen zu Pfedelbach - Oberkessach zu Schöntal - Obermaßholderbach zu Öhringen - Obermühle zu Waldenburg - Oberndorf zu Krautheim - Oberohrn zu Pfedelbach - Obersöllbach zu Neuenstein - Obersteinbach zu Waldenburg - Ochsental zu Mulfingen - Ohnholz zu Pfedelbach - Ohrenbach zu Künzelsau - Öhringen - Ohrnberg zu Öhringen - Ölmühle zu Krautheim - Orbachshof zu Forchtenberg - Orendelsall zu Zweiflingen - Pfaffenmühle zu Öhringen - Pfaffenweiler zu Neuenstein - Pfahlbach zu Zweiflingen - Pfedelbach - Platzfeld zu Öhringen - Platzhof zu Öhringen - Rappach zu Bretzfeld - Rappoldsweiler Hof zu Künzelsau - Rauhbusch-Hof zu Forchtenberg - Rebbigshof zu Neuenstein und Waldenburg - Rechbach zu Kupferzell - Renzen zu Pfedelbach - Rodachshof zu Künzelsau - Rohrklinge zu Öhringen - Rohrmühle zu Pfedelbach - Rossach zu Schöntal - Rüblingen zu Kupferzell - Ruckhardtshausen zu Öhringen - Rückertshausen (Wüstung) zu Öhringen - Sailach zu Waldenburg - Sattelhof zu Niedernhall - Schafhof zu Kupferzell - Scheppach zu Bretzfeld - Scheurachshof zu Ingelfingen - Schießhof zu Forchtenberg - Schleierhof zu Forchtenberg - Schloß zu Weißbach - Schloß Stetten zu Künzelsau - Schmidsberg oder eher Schmidshof zu Pfedelbach - Schnaihof zu Künzelsau - Schönau zu Zweiflingen - Schuppach zu Pfedelbach - Schwabbach zu Bretzfeld - Schwarzenweiler zu Forchtenberg - Schwöllbronn zu Öhringen - Seidelklingen zu Mulfingen - Sershof zu Schöntal - Siebeneich zu Bretzfeld - Siegelhof zu Künzelsau - Simonsberg zu Pfedelbach - Simprechtshausen zu Mulfingen - Sindeldorf zu Schöntal - Sindringen zu Forchtenberg - Sonnenburg zu Öhringen - Sonnhofen zu Künzelsau - Spitzenhof zu Schöntal - St. Wendel zum Stein zu Dörzbach - Stachenhausen zu Ingelfingen - Stackenhofen (Wüstung) zu Öhringen - Staigerbach zu Mulfingen - Stegmühle zu Kupferzell - Stegmühle zu Pfedelbach - Steinbach zu Künzelsau - Steinsfürtle zu Neuenstein - Stockbrunnenwiesen zu Krautheim - Stöckig zu Pfedelbach - Stolzeneck zu Neuenstein - Streithof zu Waldenburg - Strohberg zu Pfedelbach - Tannen zu Neuenstein - Tannhof zu Pfedelbach - Tiefensall zu Zweiflingen - Tiergarten zu Neuenstein - Tommelhardt zu Waldenburg - Ulrichsberg zu Kupferzell - Untere Mühle zu Krautheim - Untereppach zu Neuenstein - Unterer Railhof zu Mulfingen - Unterer Sershof zu Schöntal - Unterginsbach zu Krautheim - Untergleichen zu Pfedelbach - Unterheimbach zu Bretzfeld - Unterhof zu Künzelsau - Unterhöfen zu Pfedelbach - Untermaßholderbach zu Öhringen - Untermühle zu Waldenburg - Unterohrn zu Öhringen - Untersöllbach zu Öhringen - Untersteinbach zu Pfedelbach - Verrenberg zu Öhringen - Vogelsberg zu Künzelsau - Vorderespig zu Pfedelbach - Waldbach zu Bretzfeld - Waldberg zu Forchtenberg - Waldenburg - Waldhöfe zu Öhringen - Waldsall zu Neuenstein - Waldzimmern zu Niedernhall - Weckhof zu Künzelsau - Weidenhof zu Öhringen - Weidenmühle zu Öhringen - Weigental zu Schöntal - Weinsbach zu Öhringen - Weißbach - Weißlensberg zu Pfedelbach - Weißlensburg zu Bretzfeld - Weldingsfelden zu Ingelfingen - Weltersberg zu Schöntal - Wendischenhof zu Dörzbach - Westernach zu Kupferzell - Westernbach zu Zweiflingen - Westernhausen zu Schöntal - Wiesental zu Bretzfeld - Windischenbach zu Pfedelbach - Winzenhofen zu Schöntal - Wolfsölden zu Künzelsau - Wohlmuthausen zu Forchtenberg - Wüchern zu Neuenstein - Zaisenhausen zu Mulfingen - Ziegelhütte zu Schöntal - Ziegelhütte zu Waldenburg - Ziegelhütte zu Forchtenberg - Zuckmantel zu Öhringen - Zweiflingen |